# 張衡 (小惑星)
張衡（ちょうこう/チャン・ヘン、1802 Zhang Heng）は、小惑星帯の小惑星である。南京市郊外の紫金山天文台で発見された。
後漢の政治家・天文学者・数学者・地理学者・発明家･製図家・文学者・詩人である張衡にちなんで名付けられた。